# گرماب (شیروان)
روستایی بی نظیر و کوهستانی در ۲۸ کیلومتری شیروان در استان خراسان شمالی بین سه روستای گلیان و اسطرخی و بلغان است. اهالی این روستا به زبان شیرین کردی و به لهجه کرمانجی صحبت می‌کنند. گرماب بلا استثناء از زیباترین روستاها و مناطق گردشگری شیروان به حساب می‌آید اما به دلیل دشوار بودن عبور و مرور آنچنان شناخته شده نیست و گردشگر زیادی ندارد. هم‌اکنون این روستا نزدیک ۱۵۰نفر جمعیت دارد متأسفانه سال به سال از تعداد ساکنین آن کاسته می‌شود و به شهر مهاجرت می‌کنند. این روستا در بین اهالی آن به درباله معروف است و کمتر کسی از اهالی از واژه گرماب استفاده می‌کند اما سایرین آن را به گرماب می‌شناسند. در پایین دست روستا رودخانه‌ای زیبا که در دو طرف آن باغ‌هایی سرسبز و چشم‌نواز واقع شده‌اند، قرار دارد. این رودخانه از آبشار روستای اسطرخی تغذیه می‌شود و در نهایت به اترک می‌ریزد. این رودخانه آب مزارع کشاورزی را تأمین می‌کند و همچنین در گذشته که آب لوله کشی در اختیار مردم قرار نداشت برای شست‌وشو استفاده می‌شد. درباله از جمله روستاهای پلکانی ست. این گونه روستاها در دامنه کوه‌ها واقع شده‌اند که مزیتی ست برای مقابله با دشمنان. شغل ساکنین گرماب دامپروری و کشاورزی است. در بین دام بیشتر گوسفند پرورش داده می‌شود و در بخش کشاورزی بیشترین محصول این روستا گردو است اگرچه که باغات گیلاس و سیب نیز در این روستا هست.

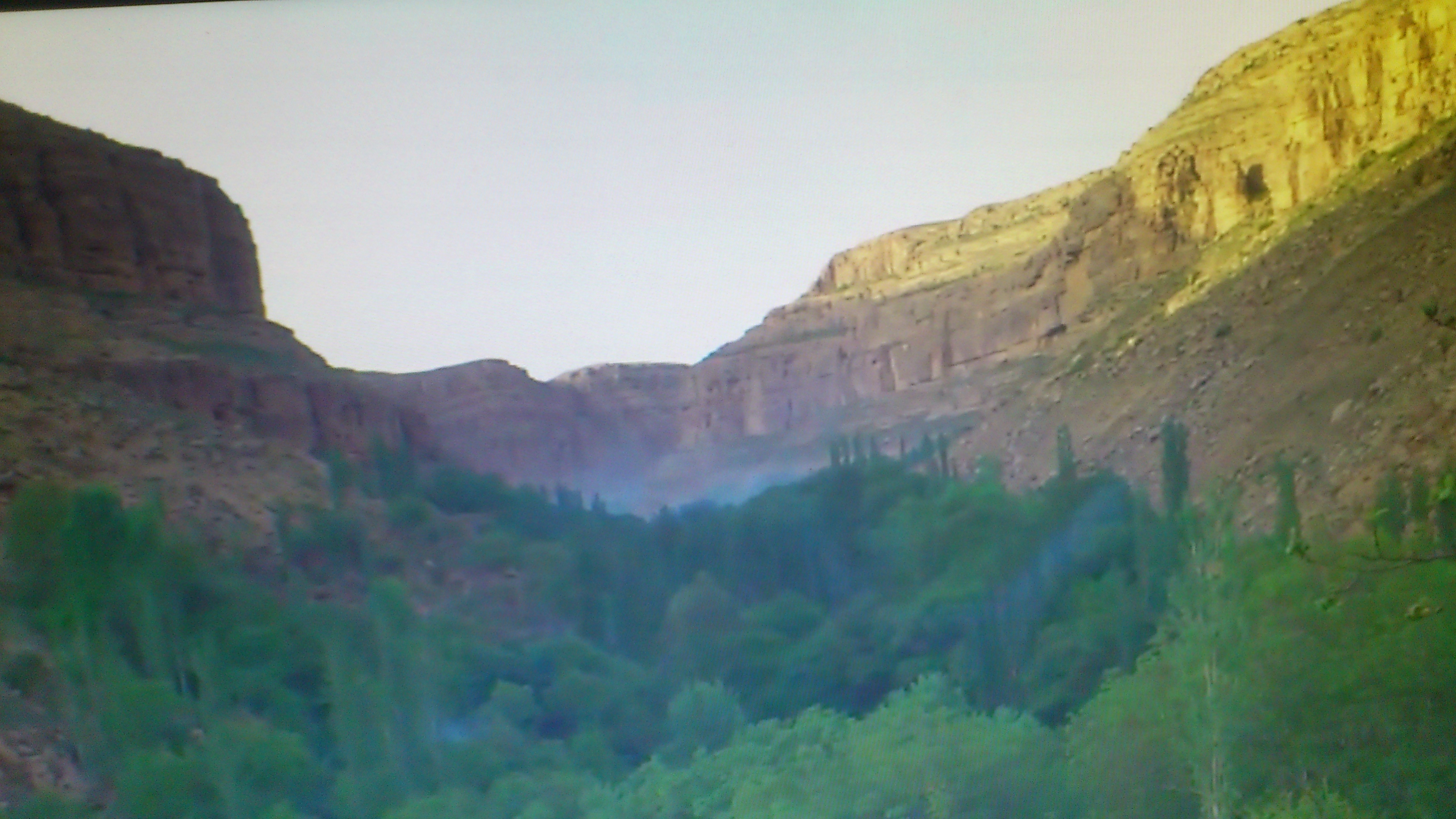

مردمان کرمانج این روستا در گذشته پوشش‌های خاصی داشتند که با گسترش تکنولوژی کم‌کم این سنت و پوشش به باد فراموشی سپرده شده‌است. زنان در گذشته پوششی به نام شِلوار(shelvar) داشتند و مردان نیز از کفش‌های مخصوصی به نام چارِق استفاده می کردند و در فرهنگ کرمانج دو رنگ سفید و قرمز بیش از بقیه رنگ‌ها محبوبیت دارد.
از جمله سازهای سنتی مردم کرمانج دوتار می‌باشد.

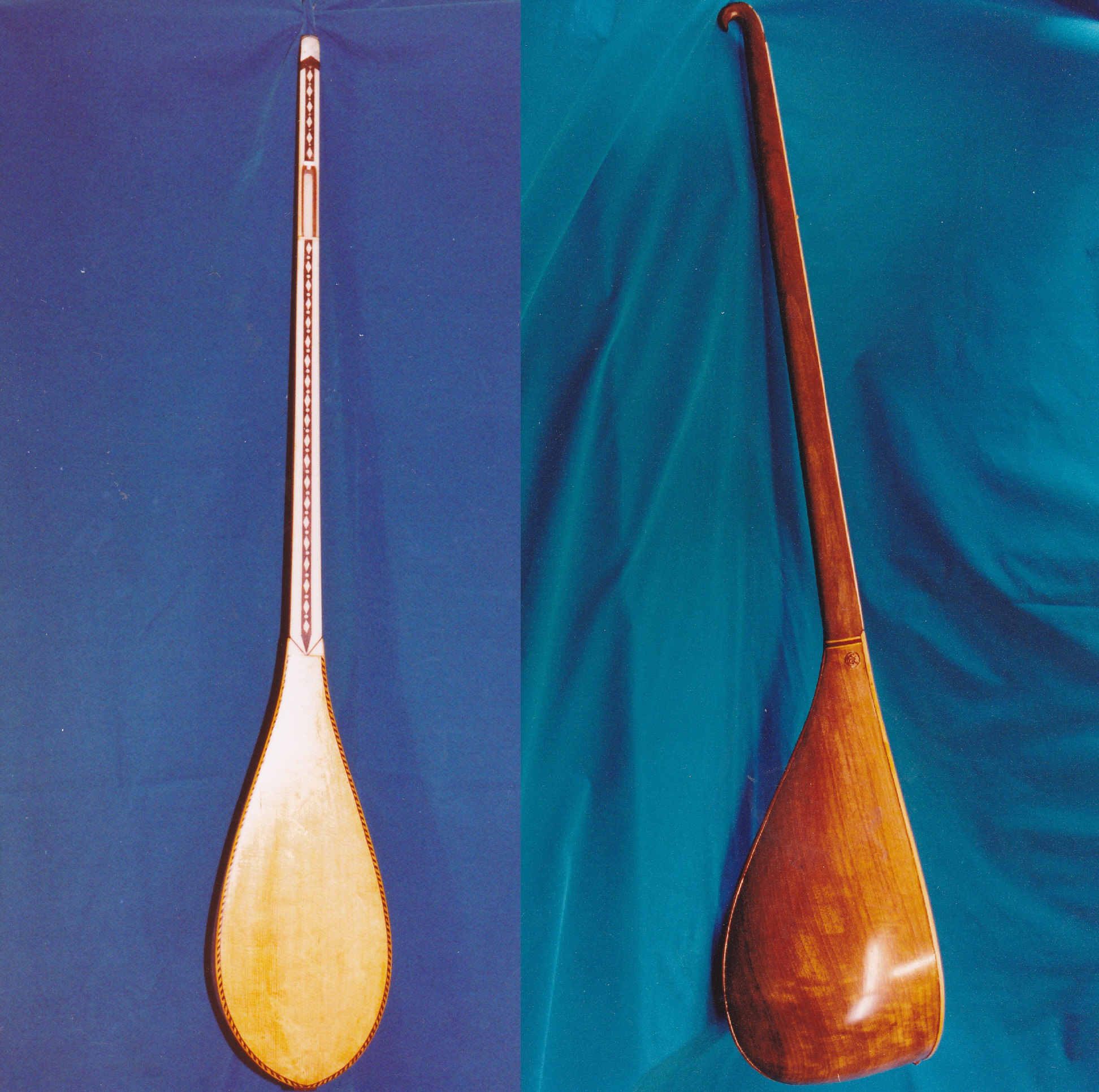